# Speedcubing

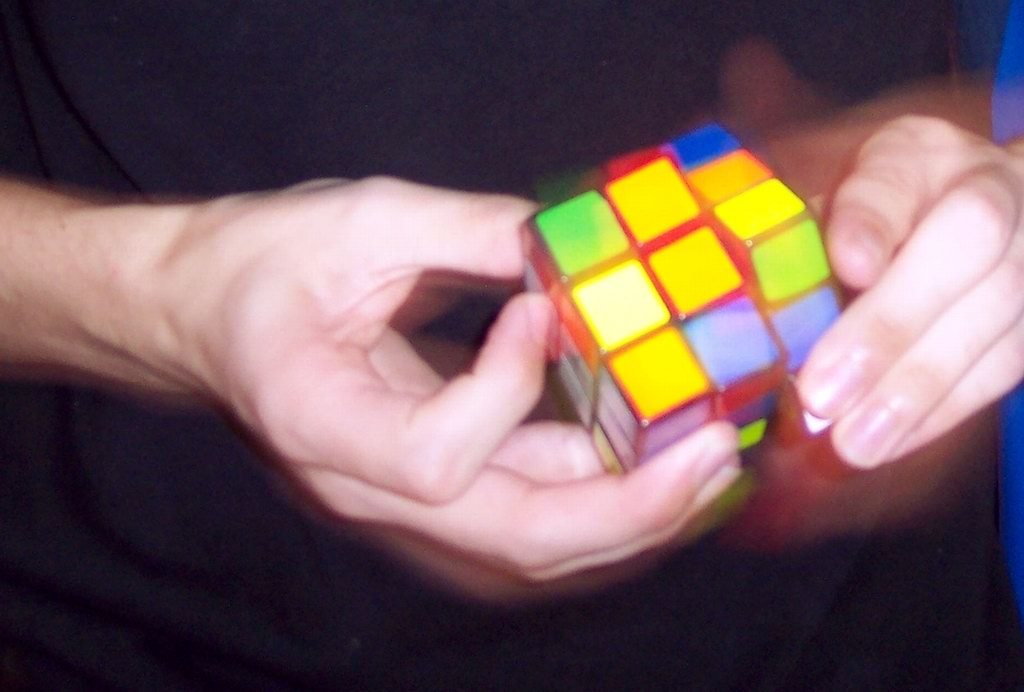
Speedcubing

Speedcubing (von englisch speed, deutsch Geschwindigkeit und englisch cube, deutsch Würfel) bezeichnet die Tätigkeit, einen Zauberwürfel (englisch Rubik’s Cube) in möglichst kurzer Zeit zu lösen, also in den Zustand mit sechs einfarbigen Seiten zurückzubringen. Neben der klassischen 3×3×3-Variante existieren viele weitere Variationen, beispielsweise 2×2×2, 4×4×4, 5×5×5, 6×6×6, 7×7×7 sowie andere würfelförmige Puzzles, die jedoch vom Schema des Rubik’s Cube abweichen, wie zum Beispiel der Skewb oder der Fisher Cube. Es gibt auch nicht-würfelförmige Versionen wie den tetraedrischen Pyraminx oder zylinderförmige Puzzles sowie Varianten, die andere Formen von gelösten Zuständen besitzen, d. h. nicht einfarbige Seiten, sondern z. B. Bilder oder Muster.

## Lösungsmethoden
Für das Lösen des klassischen Würfels gibt es viele verschiedene Wege, wobei nicht jeder geeignet für Speedcubing ist. Grob gesagt, gibt es ein Spektrum von Methoden. Es reicht von denen, die darauf basieren, wenige Algorithmen zu kennen und diese oft zu wiederholen, zu anderen, bei denen sehr viele Algorithmen und Spezialfälle auswendig gelernt werden müssen, aber weniger Züge nötig sind, weshalb sie für das Lösen auf Zeit besser geeignet sind. Bekannte Methoden sind dabei unter Speedcubern etwa die von Jessica Fridrich in den 1980ern mitentwickelte und später wesentlich durch die Veröffentlichung auf ihrer Website populär gemachte CFOP-Methode, die heute von den meisten Speedcubern verwendet wird oder die von Lars Petrus entwickelte Petrus-Methode.
Auch die von Gilles Roux entwickelte Methode, die Roux-Methode, erfreut sich immer höherer Beliebtheit, da sie sehr viele intuitive Schritte besitzt und somit weniger Algorithmen und weniger Züge benötigt als beispielsweise die CFOP-Methode.
Die Roux-Methode und die CFOP-Methode sind bis jetzt die einzigen Methoden, mit denen offiziell ein Durchschnitt von weniger als zehn Sekunden erzielt wurde. Die meisten Speedcuber benutzen jedoch die schon länger existierende CFOP-Methode.
Diese Methoden sind allerdings keine festen Konstrukte, sondern können auch verändert und gemischt werden. So können etwa die letzten beiden der normalerweise vier Schritte der CFOP-Methode in je zwei Schritte aufgetrennt werden, was weniger Algorithmen erfordert und für Anfänger, die die Methode gerade erst lernen, deutlich einfacher ist. Andererseits können auch zusätzliche Algorithmus-Sets erlernt werden, die dann in einzelnen Fällen Schritte vereinen und so einen Algorithmus wegfallen lassen. Je mehr Einzelfälle und zugehörige Algorithmen man lernt, desto effizienter kann man den Würfel lösen, desto mehr Arbeit erfordert das Lernen aber natürlich auch.

## Speedcubes
Ein Speedcube ist ein Zauberwürfel, der speziell für das Speedcubing entwickelt wurde. Speedcubes werden in der Regel von Unternehmen hergestellt, die sich auf die Produktion von Drehpuzzles spezialisiert haben. Sie entwickeln unter anderem neue Mechanismen, die den Zauberwürfel geeigneter fürs Speedcubing machen sollen. Die stetige Weiterentwicklung der Zauberwürfel-Hardware ist einer der Hauptgründe, dass die Weltrekordzeit im Lösen des 3×3×3-Zauberwürfels seit dem ersten Weltrekord im Jahr 1982 auf fast ein Zehntel der Zeit reduziert wurde. Die drei wichtigsten Eigenschaften eines Speedcubes sind das Cornercutting, seine Geschwindigkeit und seine Stabilität bzw. Kontrollierbarkeit.

### Cornercutting
Als Cornercutting bezeichnet man die Eigenschaft eines Zauberwürfels, eine Seite drehen zu können, während eine andere Seite, die senkrecht zur erstgenannten Seite steht, nicht perfekt ausgerichtet ist. Diese Eigenschaft ist für einen Speedcube wichtig, da beim schnellen Drehen des Zauberwürfels, nicht darauf geachtet werden kann, dass alle Seiten exakt ausgerichtet sind.

### Geschwindigkeit
Eine höhere Geschwindigkeit wird bei einem Zauberwürfel durch Schmiermittel und die Verringerung der Kontaktfläche zwischen den Teilen erzielt. Ein Speedcube sollte allerdings nicht zu schnell sein, da er sonst weniger kontrollierbar und stabil wird.

### Stabilität und Kontrollierbarkeit
Als Stabilität bezeichnet man die Eigenschaft des Zauberwürfels, beim Drehen Lockups (= Verhaken von Teilen des Zauberwürfels) oder Pops (= Herausfallen von Teilen aus dem Zauberwürfel) zu vermeiden. Die Kontrollierbarkeit ist die Eigenschaft eines Zauberwürfels, trotz der hohen Geschwindigkeit ein präzises Drehen zu ermöglichen. Diese Eigenschaften werden durch verbessertes Cornercutting, das Einbauen von Magneten und Springfedern in die Teile oder manchmal sogar durch die Verringerung der Geschwindigkeit von zu schnellen Speedcubes verbessert.

## Wettkämpfe
Es gibt weltweit viele Wettkämpfe („competitions“) für Speedcuber. Die offiziellen Wettkämpfe werden von der World Cube Association (WCA) überwacht, hier können Speedcuber offizielle Zeiten und Rekorde in verschiedenen Disziplinen aufstellen. Ein Wettkampf dauert zwischen einem und vier Tagen.
Jede Competition wird von einem WCA-Delegierten beaufsichtigt. Der WCA-Delegierte ist für die ordnungsgemäße und regelkonforme Durchführung des Wettbewerbs verantwortlich.

### Ablauf eines Versuches
Der Würfel wird zunächst von den so genannten Scramblern nach einer computergenerierten Anleitung für alle Teilnehmer gleich verdreht. Danach startet der Teilnehmer unter Aufsicht eines Schiedsrichters (Judge) den Versuch. Der Speedcuber darf den Würfel maximal 15 Sekunden lang in die Hand nehmen und inspizieren; diese Inspektionszeit zählt nicht zur Lösungszeit (bis auf in Blind-Disziplinen, hier wird sie mitgezählt). Danach muss der Würfel abgelegt und beide Hände auf den Timer gelegt werden. Wenn die Inspektion länger als 15 Sekunden dauert, werden 2 Sekunden Zeitstrafe addiert. Braucht der Speedcuber länger als 17 Sekunden, um den Würfel zu inspizieren, ist der Versuch ungültig (DNF = Did not finish). Um die Zeiten genau messen zu können, werden sogenannte Stackmat-Timer verwendet: Die Zeit startet, wenn die Hände vom Timer abgehoben werden und stoppt, wenn wieder beide Hände auf dem Timer liegen. Ist nach Beendigung des Versuchs eine Seite um mehr als 45° verdreht (bei anderen Puzzlevarianten variiert dieses Maß, siehe WCA Regelwerk), werden ebenfalls 2 Sekunden Zeitstrafe addiert. Sind noch zwei oder mehr Züge nötig, um den Würfel zu lösen, zählt er als DNF.

### Events

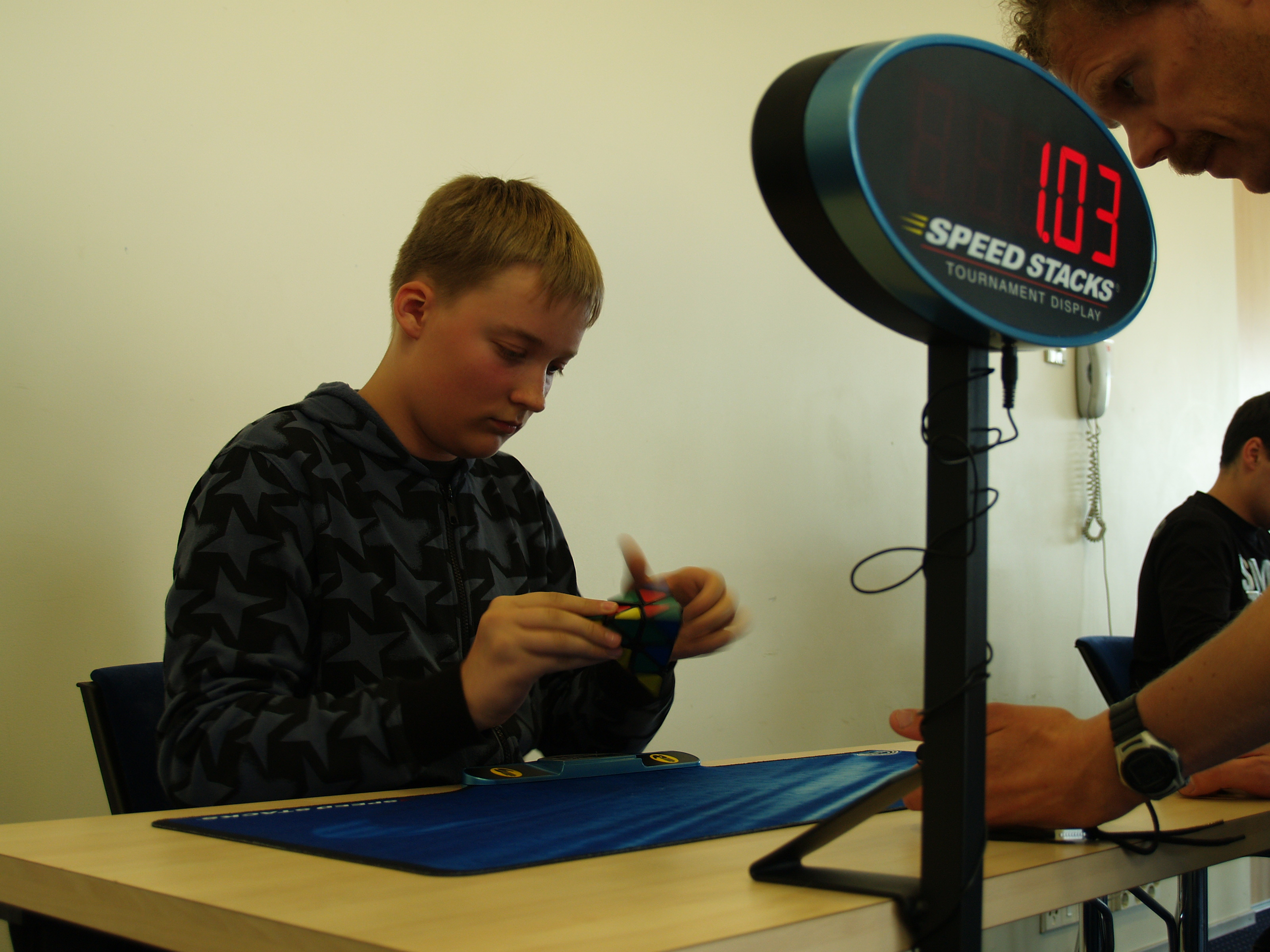
Pyraminx. Estonian Open 2011.

Die offiziellen Wettbewerbe der WCA umfassen 17 Disziplinen, sogenannte Events, wobei nicht jeder Wettkampf alle Events anbietet:
| Name               | Puzzle           | Beschreibung                                                              |
| ------------------ | ---------------- | ------------------------------------------------------------------------- |
| 2×2×2 Cube         | Pocket Cube      | Lösen in möglichst kurzer Zeit                                            |
| 3×3×3 Cube         | Zauberwürfel     | Lösen in möglichst kurzer Zeit                                            |
| 3×3×3 Einhändig    | Zauberwürfel     | Einhändiges Lösen in möglichst kurzer Zeit                                |
| 3×3×3 Blind        | Zauberwürfel     | Blindes Lösen nach Ansehen des Würfels in möglichst kurzer Zeit           |
| 3×3×3 Multi Blind  | Zauberwürfel     | Blindes Lösen möglichst vieler Würfel nach Ansehen innerhalb einer Stunde |
| 3×3×3 Fewest Moves | Zauberwürfel     | Erarbeiten einer möglichst kurzen Lösung innerhalb einer Stunde           |
| 4×4×4 Cube         | Rubik’s Revenge  | Lösen in möglichst kurzer Zeit                                            |
| 4×4×4 Blind        | Rubik’s Revenge  | Blindes Lösen nach Ansehen des Würfels in möglichst kurzer Zeit           |
| 5×5×5 Cube         | Professor’s Cube | Lösen in möglichst kurzer Zeit                                            |
| 5×5×5 Blind        | Professor’s Cube | Blindes Lösen nach Ansehen des Würfels in möglichst kurzer Zeit           |
| 6×6×6 Cube         | V-Cube 6         | Lösen in möglichst kurzer Zeit                                            |
| 7×7×7 Cube         | V-Cube 7         | Lösen in möglichst kurzer Zeit                                            |
| Megaminx           | Megaminx         | Lösen in möglichst kurzer Zeit                                            |
| Pyraminx           | Pyraminx         | Lösen in möglichst kurzer Zeit                                            |
| Square-1           | Square-1         | Lösen in möglichst kurzer Zeit                                            |
| Skewb              | Skewb            | Lösen in möglichst kurzer Zeit                                            |
| Clock              | Rubiks Uhr       | Lösen in möglichst kurzer Zeit                                            |

Am 1. Januar 2013 wurden folgende Disziplinen von der Liste der offiziellen Disziplinen gestrichen:
- Rubik’s Magic
- Rubik’s Master Magic

Am 1. Januar 2020 wurde das Lösen eines 3×3×3 mit den Füßen von der Liste der offiziellen Disziplinen gestrichen.

## Weltrekorde
| Drehpuzzle                 | Weltrekorde (Single Solve) | Weltrekorde (Single Solve) | Weltrekorde (Single Solve) | Weltrekorde (Average Solve) | Weltrekorde (Average Solve) | Weltrekorde (Average Solve) |
| Drehpuzzle                 | Ergebnis                   | Rekordhalter               | Datum                      | Ergebnis                    | Rekordhalter                | Datum                       |
| 2×2×2                      | 0,43 Sekunden              | Teodor Zajder              | 4. November 2023           | 0,88 Sekunden               | Yiheng Wang (王艺衡)        | 15. Dezember 2024           |
| 3×3×3                      | 3,05 Sekunden              | Xuanyi Geng (耿暄一)       | 13. April 2025             | 4,03 Sekunden               | Yiheng Wang (王艺衡)        | 4. April 2025               |
| 3×3×3 one-handed           | 5,66 Sekunden              | Dhruva Sai Meruva          | 4. Oktober 2024            | 7,72 Sekunden               | Luke Garrett                | 9. März 2025                |
| 3×3×3 Blindfolded          | 12,00 Sekunden             | Tommy Cherry               | 11. Februar 2024           | 14,05 Sekunden              | Tommy Cherry                | 25. Juli 2024               |
| Fewest moves               | 16 Züge                    | Sebastiano Tronto          | 15. Juni 2019              | 19,67 Züge                  | Radomił Baran               | 1. März 2025                |
| Fewest moves               | 16 Züge                    | Aedan Bryant               | 23. Juni 2024              | 19,67 Züge                  |                             |                             |
| Fewest moves               | 16 Züge                    | Levi Gibson                | 23. Juni 2024              | 19,67 Züge                  |                             |                             |
| Fewest moves               | 16 Züge                    | Jacob Sherwen Brown        | 26. Oktober 2024           | 19,67 Züge                  |                             |                             |
| 3×3×3 Multiple Blindfolded | 63/66 in 59:50 Minuten     | Rowe Hessler               | 4. April 2025              | [ Anm. 1 ]                  | [ Anm. 1 ]                  | [ Anm. 1 ]                  |
| 3×3×3 with feet            | 15,56 Sekunden             | Mohammed Aiman Koli        | 27. Dezember 2019          | 19,90 Sekunden              | Lim Hung (林弘)             | 21. Dezember 2019           |
| 4×4×4                      | 15,71 Sekunden             | Max Park                   | 8. Juni 2024               | 19,17 Sekunden              | Tymon Kolasiński            | 8. Februar 2025             |
| 4×4×4 Blindfolded          | 51,96 Sekunden             | Stanley Chapel             | 28. Januar 2023            | 1:06,46 Minuten             | Stanley Chapel              | 30. März 2024               |
| 5×5×5                      | 30,45 Sekunden             | Tymon Kolasiński           | 1. November 2024           | 34,76 Sekunden              | Max Park                    | 18. Juli 2024               |
| 5×5×5 Blindfolded          | 2:03,33 Minuten            | Stanley Chapel             | 15. März 2025              | 2:27,63 Minuten             | Stanley Chapel              | 15. Dezember 2019           |
| 6×6×6                      | 58,03 Sekunden             | Max Park                   | 2. August 2024             | 1:05,66 Minuten             | Max Park                    | 2. August 2024              |
| 7×7×7                      | 1:34,15 Minuten            | Max Park                   | 18. Juli 2024              | 1:39,68 Minuten             | Max Park                    | 20. April 2024              |
| Megaminx                   | 23,18 Sekunden             | Leandro Martín López       | 13. April 2024             | 25,36 Sekunden              | Timofei Tarasenko           | 8. Februar 2025             |
| Pyraminx                   | 0,73 Sekunden              | Simon Kellum               | 21. Dezember 2023          | 1,15 Sekunden               | Sebastian Lee               | 23. November 2024           |
| Square-1                   | 3,41 Sekunden              | Ryan Pilat                 | 2. März 2024               | 4,63 Sekunden               | Sameer Aggarwal             | 1. Februar 2025             |
| Skewb                      | 0,75 Sekunden              | Carter Kucala              | 23. März 2024              | 1,52 Sekunden               | Carter Kucala               | 7. Juni 2024                |
| Rubik’s Clock              | 1,86 Sekunden              | Lachlan Gibson             | 17. Januar 2025            | 2,38 Sekunden               | Lachlan Gibson              | 12. April 2025              |

Stand: 18. April 2025 (Ergebnis), 18. April 2025 (Rekordhalter), 18. April 2025 (Datum)
1. 1 2  In den meisten Disziplinen hat ein Teilnehmer fünf Versuche. Das beste und das schlechteste Ergebnis werden gestrichen und der Durchschnitt der drei übrigen Ergebnisse errechnet. In den Disziplinen 3×3×3 blindfolded, 3×3×3 fewest moves, 6×6×6 und 7×7×7 hat der Teilnehmer jedoch nur drei Versuche, aus denen der Durchschnitt aus allen drei Versuchen gebildet wird. Die Disziplin 3×3×3 with feet wurde bis 31. Dezember 2017 mit drei Versuchen ausgeführt, seit dem 1. Januar 2018 jedoch mit 5 Versuchen. Mit dem 1. Januar 2020 wurde die Disziplin 3×3×3 with feet ganz abgeschafft. Die Disziplin 3×3×3 multiblind hat gar keine Durchschnittswertung.

Die schnellste Lösung des 3×3×3-Zauberwürfels durch einen Roboter schaffte eine von Ben Katz und Jared Di Carlo konstruierte Maschine im März 2018 in nur 0,38 Sekunden.